# Dori Media Group
Dori Media Group Ltd. es una productora, distribuidora y creadora de formatos televisivos Israelí con presencia mundial. Con oficinas en Israel, Argentina (dónde se han producido la mayor cantidad de formatos de la compañía), Estados Unidos y Suiza.

## Historia
En sus inicios, Yair Dori construyó su imperio gracias a la exportación de producciones argentinas al mercado israelí, principalmente en formato de telenovela, lo que lo convirtió en dueño de los canales de cable que se dedican a emitir proyectos argentinos en Medio Oriente.
Después de que Chiquititas (emitida originalmente por Telefe entre 1995 y 2001) se convirtió en un gran fenómeno en Israel,Dori se acercó a Cris Morena con el objetivo de desarrollar un nuevo proyecto. En ese momento, Morena estaba buscando desesperadamente un financista para el desarrollo de su nuevo proyecto, Rebelde Way, el cual Dori aceptó inmediatamente a invertir en el proyecto. Después de su estreno en Argentina el 27 de mayo de 2002y el enorme éxito cosechado en el país, Rebelde Way terminó siendo un gran éxito en diferentes partes del mundo y un fenómeno nunca antes visto en Israel, superando incluso el impacto generado por Chiquititas.Posteriormente, fue vendida globalmente a más de 35 países de América Latina, Europa y Asia y fue rehecha por México, India, Portugal, Chile y Brasil, entre otros.El fenómeno generado por Rebelde Way llevó a la productora a confiar en la financiación y creación de otro proyecto de Morena, Rincón de Luz,el cual fracasó en audiencia y no logró cosechar éxito en Argentina (Canal 9/América TV), ni en el exterior (Boomerang),a excepción de Israel, dónde obtuvo una óptima recepción y continuó siendo muy popular en términos de audiencia, merchandising, banda sonora y teatro.
A finales de 2003, la relación entre Morena y Dori Media empezó a dar vuelta en amargas experiencias, cuando ella no aceptó producir una tercera temporada de Rebelde Way y en su lugar decidió producir la telenovela infantil, juvenil y familiar, Floricienta. En lugar de contar con Dori para cuidar de la parte financiera del proyecto, Morena decidió trabajar con RGB Entertainment, lo que llevó a delimitar el rol de Dori en la elaboración del formato, dando lugar a tratar sólo con las ventas y con la distribución de la franquicia a los diferentes países de Europa del Este.Floricienta se convirtió en un fenómeno nunca antes visto en Argentina y posteriormente su éxito se expandió rápidamente a más de 40 países de Latinoamérica, Europa y Medio Oriente entre 2004 y 2007, generando diversas giras musicales por Argentina, Latinoamérica e Israel, superando incluso la estela marcada por Rebelde Way.Con ello, Dori y Morena se separaron definitivamente. 
Tras su separación definitiva con Cris Morena, en 2005, Dori Media comenzó a coproducir ficciones con otras empresas argentinas. Entre 2004 y 2006, se crea una importante fusión con Pol-ka, lo que le llevó a Dori Media a coproducir y distribuir las ficciones Hombres de Honor, Collar de Esmeraldas, Juanita, la soltera, Padre Coraje, Sos Mi Vida y el Dr. Amor, entre otras.
En 2006, Dori Media hizo su primera producción independiente, El Refugio,una telenovela dirigida principalmente al público adolescente emitida a través de Canal 13con el objetivo de repetir la misma estrategia de emisión que anteriormente funcionó con el éxito de Rebelde Way, no obstante, El Refugio no logró destacar en audiencia y fue considerada por la crítica como un fracaso televisivo, sin generar interés en el público.
En 2007, Dori Media se fusiona con Underground Contenidos, en dónde coproduce la exitosa telenovela Lalola, emitida a través de América TV. Lalola logró un enorme éxito en audiencias a nivel nacional e internacional,recibiendo el galardón de Martin Fierro de Oro en los Premios Martin Fierro.
Desde 2008 hasta la actualidad, Dori Media ha sido la responsable de la realización, producción y distribución de múltiples producciones entre las que se destacan La maga y el camino dorado, Champs 12 , Cupido - El Negocio del Amor, Señales del fin del mundo, Esperanza mía, En terapia, El Marginal, Las Estrellas, La Entrega y la israelí Dividida, entre otras.

## Otros Negocios
Además se incursionó en el mercado mundial con Split con su derecho de distribución internacional, con el cual nace su otro negocio el "subtitulado" y "doblado" de sus producciones. Siendo uno de los mayores "subtituladores" de Netflix y A&E Networks. [2].
Aparte de esto, opera los canales de HOT en Israel, Televiva Televisión y Baby TV en Indonesia.
Y con las canciones de sus series nace "Dori Media Music Group" el sello discográfico internacional distribuido por EMI.

## Producciones y Derechos de Distribución
- Amor Latino. Producida junto a Central Park Productions. Emitida por Azul Televisión
- Rebelde Way. Producida junto a Cris Morena Group*. Emitida por Azul Televisión y América
- Rincón de Luz. Producida junto a Cris Morena Group*. Emitida por Azul Televisión y América
- Dr. Amor. Producida junto a Central Park Productions. Emitida por El Trece
- Jesús, el Heredero. Producida junto a Central Park Productions. Emitida por El Trece
- Padre Coraje . Producida junto a Pol-ka*. Emitida por El Trece
- El Patrón de la Vereda. Producida junto a Central Park Productions. Emitida por América
- Floricienta. Producida junto a Cris Morena Group y RGB Entertainment*. Emitida por El Trece
- Amor Mio. Producida junto a Cris Morena Group y RGB Entertainment*. Emitida por Telefe
- Hombres de Honor. Producida junto a Pol-ka*. Emitida por El Trece
- Sos Mi Vida. Producida junto a Pol-ka*. Emitida por El Trece
- Collar de Esmeraldas. Idea Original de Raúl Lecouna. Producida junto a Ideas del Sur. Emitida por El Trece
- El Refugio de los Sueños. Emitida por El Trece
- Juanita, la soltera. Producida junto a Pol-ka*. Emitida por El Trece
- Lalola. Producida junto a Underground Contenidos. Emitida por América
- La Maga y el Camino Dorado. Producida junto a Nickelodeon Latinoamérica y Illusion Studios. Emitida por Nickelodeon
- Champs 12. Emitida por América
- Cupido - El Negocio del Amor.
- Señales del Fin del Mundo. Emitida por TV Pública
- Dividida. Producida junto a Hot Israel*.
- Esperanza mía. Producida junto a Pol-ka*. Emitida por El Trece
- En Terapia 1, 2 y 3. Producida junto a TV Pública. Emitida por TV Pública
- El Marginal 1 y 2. Producida junto a Underground Contenidos* . Emitida por TV Pública
- Las Estrellas. Producida junto a Pol-ka Producciones*. Emitida por El Trece
- La entrega (serie de televisión). Producida junto a Red Uno y Macondo Producciones*.
- La Subasta. Producida junto a  América Televisión

Notas:
- Marcadas con (*) significa que únicamente la distribuye.
- Lista Incompleta.